# 哈里斯堡 (伊利诺伊州)

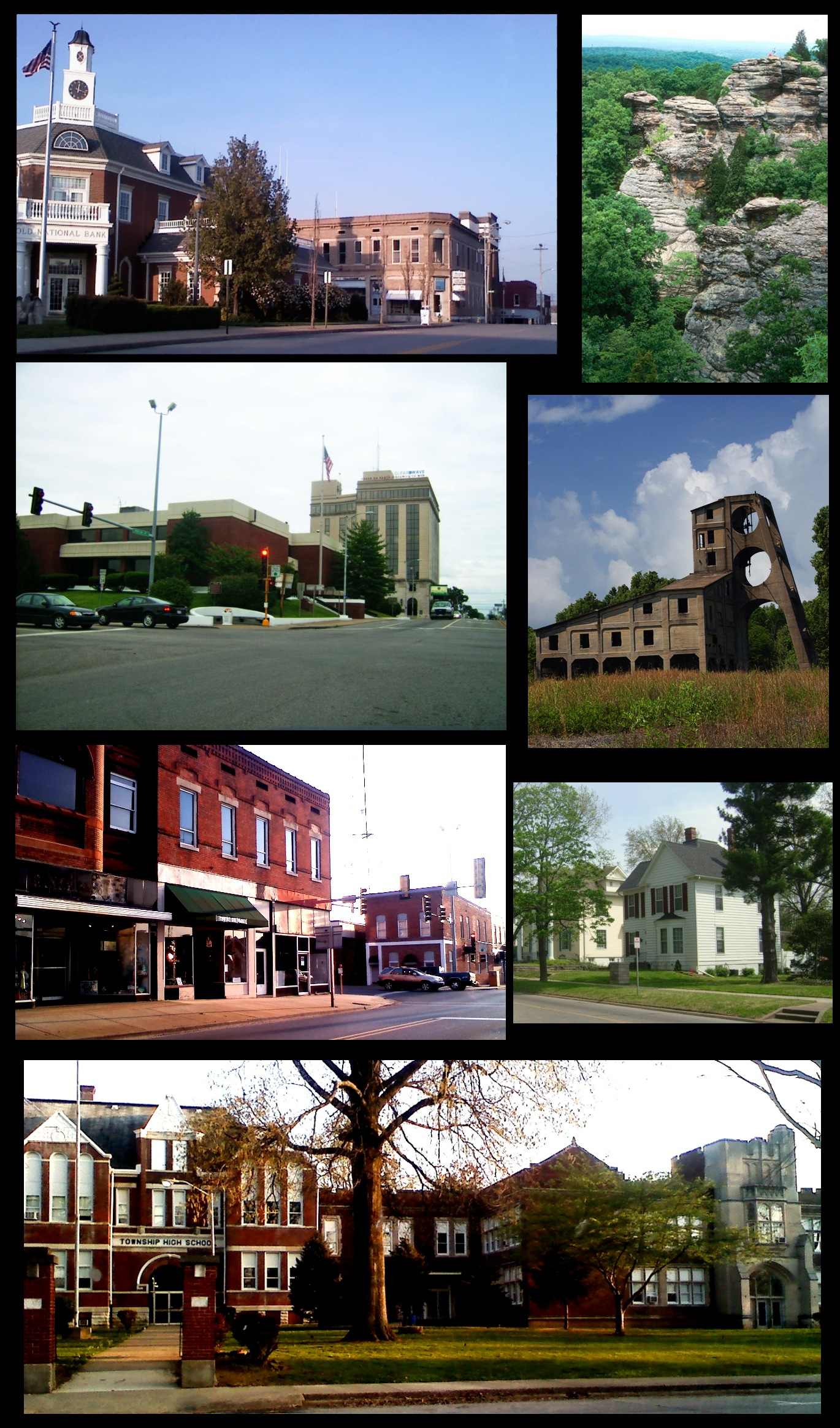
哈里斯堡 (伊利诺伊州) (2009)

哈里斯堡（英語：Harrisburg，/ˈhærɪsbɜːrɡ/ 或 /ˈhɛərzbɜːrɡ/）是美国伊利诺伊州薩林縣的县城。它位于印第安纳州埃文斯維爾西南方向57英里（92）、圣路易斯东南方向111英里（179）处。